# 山东铁路公司
山东铁路公司（德語：Schantung-Eisenbahn-Gesellschaft）为德国商界集资成立、用以在中国山东境内修筑并经营铁路线路的一家公司，成立于1899年，修筑了胶济铁路及其部分支线。

## 历史

### 筹备

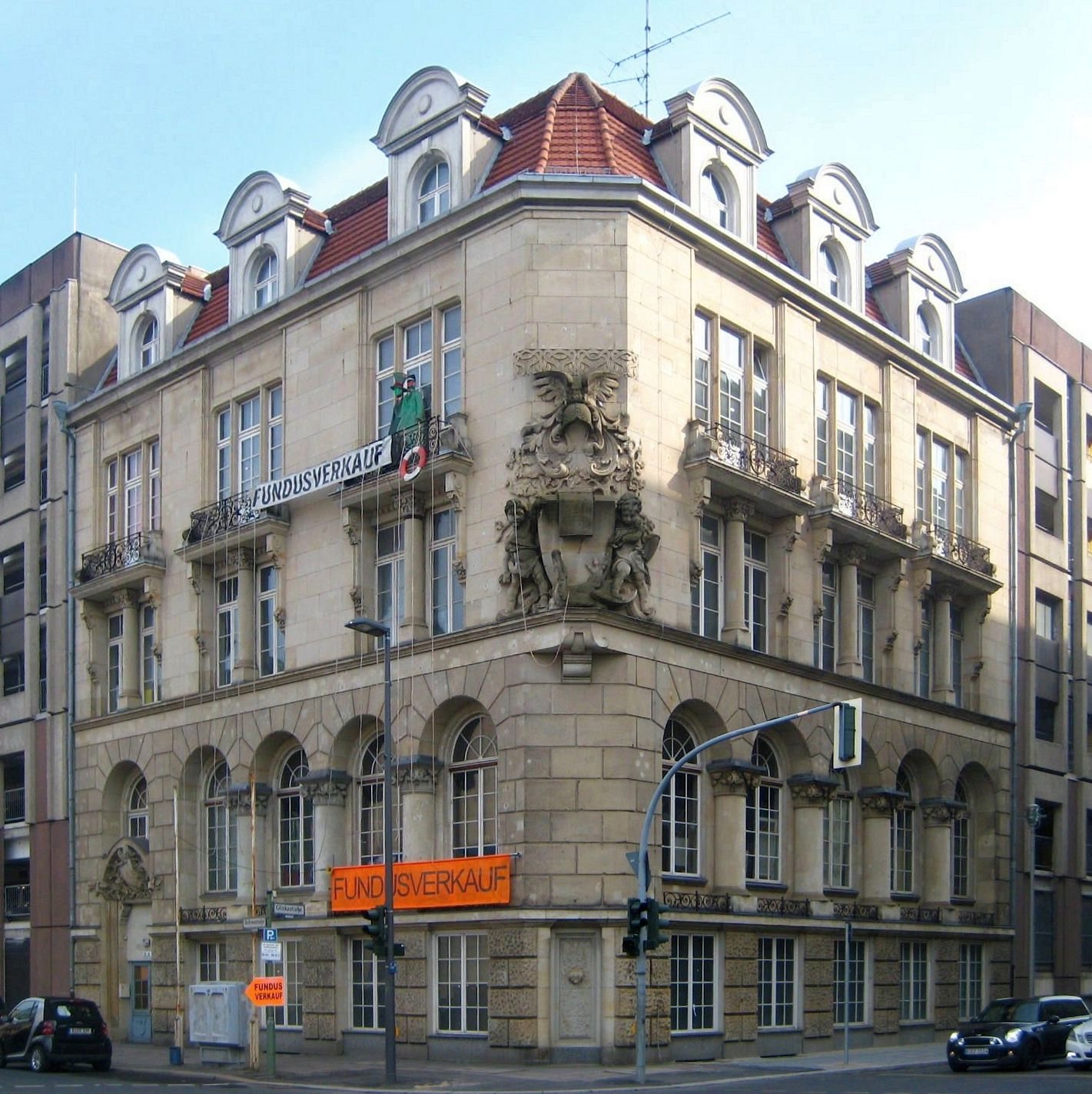
柏林贝伦街14-16号

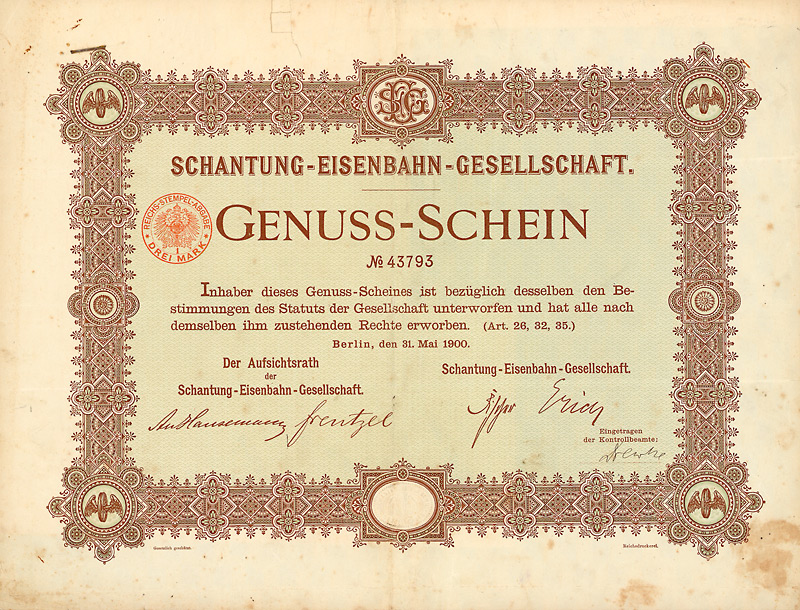
山东铁路公司在德国发行的有价证券

1898年3月，中德政府签订《胶澳租借条约》，其中第二端第一款规定清政府允许德国在山东省境内建设两条铁路，一条自青岛经潍县、青州府、淄川县等地至济南府，另一条自青岛经沂州府、莱芜县至济南府，其中前者即为胶济铁路。
《胶澳租借条约》签订后，多家德国企业曾组成五个辛迪加（即企业联合组织），为取得修建胶济铁路的权利而展开激烈的竞争，而德国政府则出于单一组织可能财力不济的考虑，坚持让各企业组成更大的联合组织以承包胶济铁路的建设。此时，代表德国各大银行的银行团雇用了曾在清政府任铁路顾问的建筑师、铁路工程师锡乐巴（Heinrich Hildebrand）及其弟锡贝德（Peter Hildebrand），以及曾经在泰国参与修筑铁路的路易斯·魏勒尔（Luis Weiler）；礼和洋行及部分鲁尔区工业企业组成的“山东辛迪加”（Schantung-Syndikat）则请来了在土耳其有工作经验的阿尔弗雷德·盖德茨（Alfred Gaedertz）。锡乐巴（由魏勒尔协助）与盖德茨于1898年夏到达青岛，各自独立地勘定了青岛至济南的铁路线路、预估铁路设施的建设开支，并考察沿线矿产。经过德国政府与各辛迪加之间漫长的谈判，其中四个辛迪加终于决定合并，并于1899年6月1日得到了建设胶济铁路的许可。

### 成立
1899年6月14日，德意志银行、德华银行、德意志国民银行、德累斯顿银行、巴伐利亚贴现与承兑银行、柏林商业银行等14家大型银行出资5400万马克，在柏林组建了山东铁路公司，公司组织形式为股份有限公司，总部位于青岛，并在柏林贝伦街14-16号设有分支机构。锡乐巴任经理兼首席工程师，盖德茨任驻柏林董事会成员。
在公司成立时，德国政府对其发布了一个特许令，要点如下：
1. 自青岛经潍县至济南之干线及博山支线，应于5年内全部修成；
2. 轨道准用1.435米普通广轨，先修单线，但准备将来敷设复线之地基；
3. 公司应将红利的一部分报效给德国的胶澳政府；
4. 德国政府60年以后，有权将铁路全部收买；
5. 德国政府对于铁路建筑及营业各事项，得进行必要的监督和发布必要的命令或处分。

虽然根据《特许令》，中方和德方“都可以参与（公司）股票的公开认购”，但是德方因为担心自己的权利将被稀释，不愿意让中方参股，也避免和官府达成一般性问题的协议，只有在遇到突发事件时才会和官府协商。
1899年9月23日，胶济铁路开工建设。同年，该公司在青岛前海沿建设了一栋办公楼兼住宅，作为公司总部所在地，建筑的设计师可能为铁路青岛至蓝村段的工程师路易斯·魏勒尔。最初的工程进展因设备简陋而较为缓慢，且因用地纠纷及义和团运动，德国方面与铁路沿线居民爆发了严重的冲突，因此曾中途停工。即使如此，该公司仍以建成一段通车一段的方式，按最初设定的五年竣工期限，如期将铁路修筑完毕。1904年6月1日，铁路通至济南并全线通车，山东巡抚及德国胶澳总督出席庆祝典礼。
除修建铁路外，铁路的运营、养护及铁路车辆修理也是山东铁路公司业务的一部分。该公司曾在四方站附近设立山东铁路四方总修理厂，该工厂后来成为中国重要的铁路机车厂之一。该公司经营胶济铁路客运的同时，也通过铁路将山东内地的煤矿等矿产运输至青岛港。至1911年，该公司运行中的车辆有机车35台、货车826辆、客车车厢113节，当年的客运总量908900人次，货运705083吨，每千米收入8082元，付出股息红利6%。
1908年，经理锡乐巴返回德国，由其弟锡贝德接任，直至1914年。1913年10月，山东矿业公司因经营不善被山东铁路公司兼并。1914年11月，日军占领青岛并控制胶济线全段，并没收了该公司所属的铁路、车辆、工厂、矿山等。一战结束后，山东铁路公司曾一度重建，最终于1930年改为山东商业公司（Schantung Handels-AG）。

## 机构设置

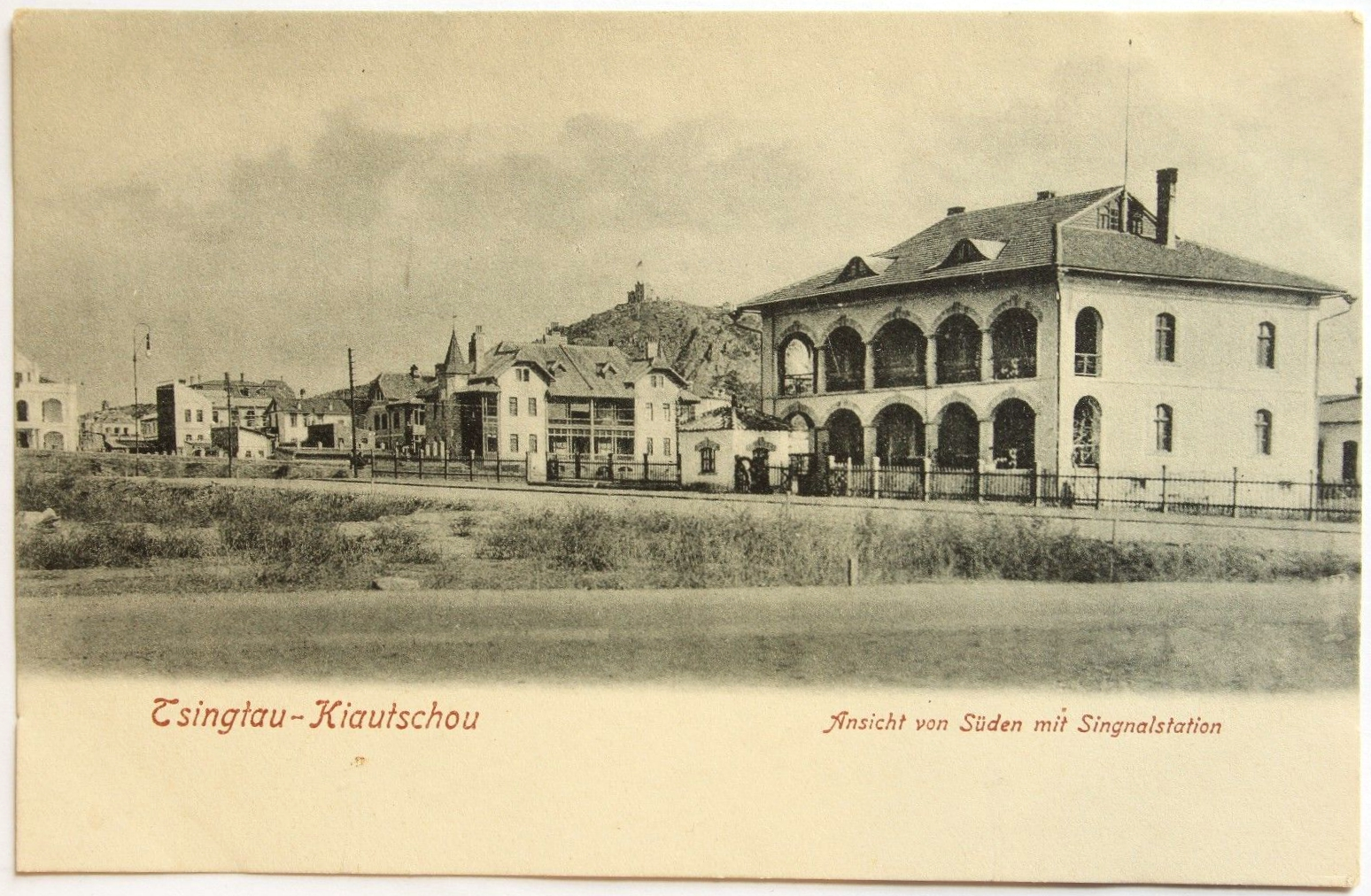
位于青岛的山东铁路公司办公楼，1900年代初

该公司1914年在山东境内的机构设置如下。
设企业负责人一人、商务经理（Kaufm. Direktor）一人、铁路高级秘书（Eisenbahn-Obersekretär）一人，并设：
- 技术处（Technisches Bureau）
- 会计处及出纳处（Buchhalterei u. Hauptkasse）
- 秘书处及档案室（Sekretariat u. Registratur）
- 运营及交通科（Abteilung für Betrieb & Verkehr）
- 电报科（Telegraphenabteilung）
- 四方工厂（Hauptwerkstätte Syfang）
- 原料管理处（Material-Verwaltung）
- 铁路养护一科（Abteilung I. für Bahnunterhaltung）
- 铁路养护二科（Abteilung II. für Bahnunterhaltung）
- 铁路医务室（Bahnärzte）

另下辖矿业管理处（Bergbaudirektion），即原山东矿业公司。

## 遗迹

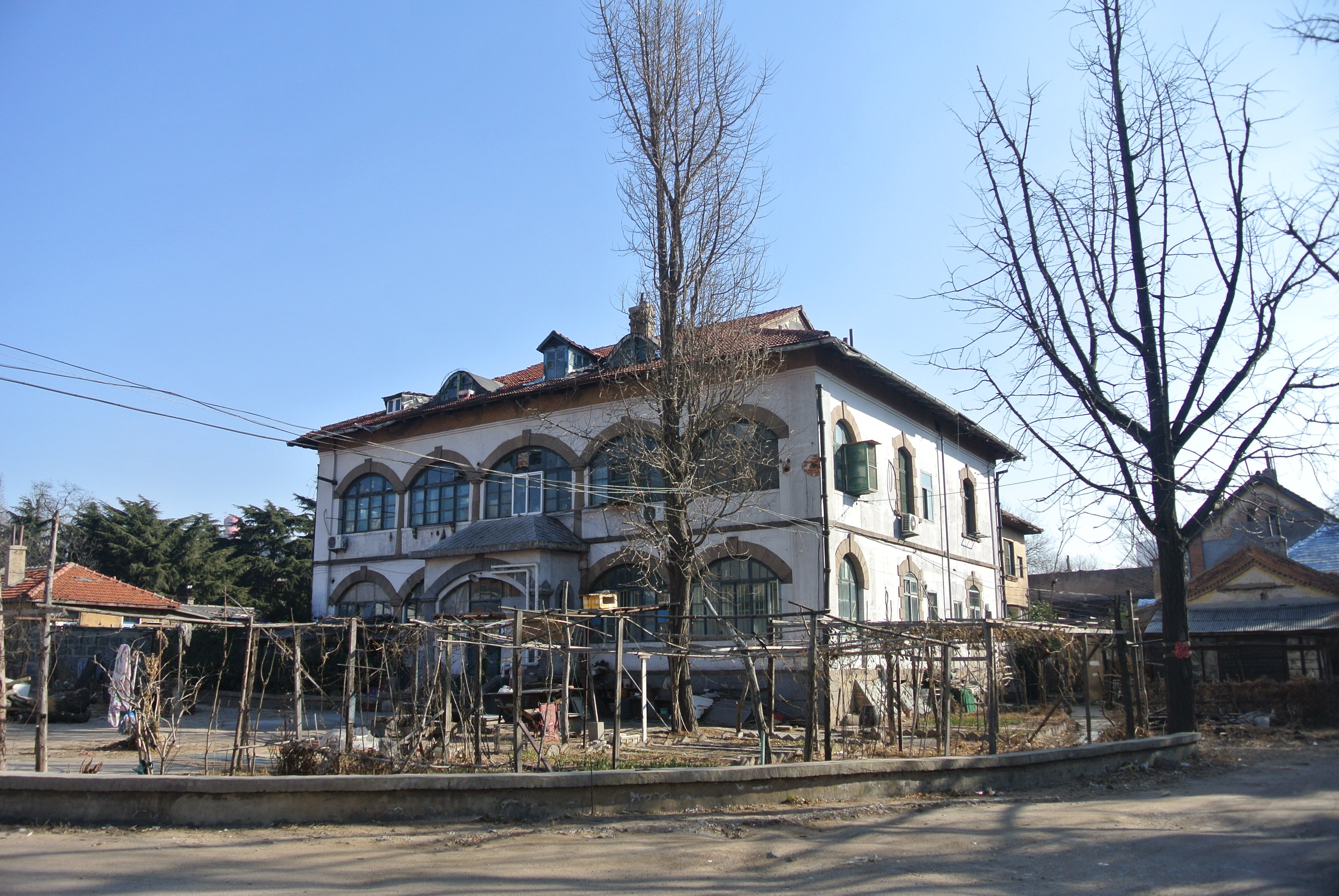
青岛山东铁路公司办公楼旧址，2015年

山东铁路公司1899年在青岛建造的办公楼保存至今，位于广西路14号院内，现为全国重点文物保护单位“山东路矿公司旧址”的一部分。
山东铁路公司管理胶济铁路时期所建铁路站房及附属建筑大多数已拆除，保存至今者包含：大港站及渤海路22号铁路附属建筑，四方站附近的铁路职员宿舍，坊子站及仓库、机车修理间等数座附属建筑，岞山站水塔，廿里堡站仓库，博山站及水塔，淄河铁路桥，黄台站，济南站及附属建筑。